# Ainsliaea fragrans
Ainsliaea fragrans là một loài thực vật có hoa trong họ Cúc. Loài này được Champ. ex Benth. mô tả khoa học đầu tiên năm 1852.